# H.T. Hayko
H.T. Hayko, de son vrai nom Hayk Margaryan (en arménien Հայկ Մարգարյան), est un rappeur arménien né le 28 juin 1985 à Erevan.
Il entame sa carrière de rappeur en 2001. Quelques années plus tard il fait partie d'un groupe intitulé Hay Txeq où il fait connaissance avec Misho.
En duo avec Misho (en), il sort son premier album en 2004, intitulé Hay Txeq. 
Le progrès de ce groupe devient évident[réf. nécessaire] après la sortie de leur premier clip Harazat Qucha (cour proche). En 2007 le groupe est à son apogée.
Mais petit à petit le groupe met l'accent sur la présence de Misho notamment avec le clip Qo Hamar (Pour toi). Cela voulait dire que Misho devient le soliste de groupe, ce qui ne plaisait pas à HT Hayko.
Ainsi la rivalité entre Misho et HT Hayko commence et finira quelques années plus tard le jour où ils seront dans un film sorti en 2015.
La rivalité prend un niveau important lorsque ces deux rappeurs s'envoient des pics des morceaux, de sons dont ils s'insultent
Finalement Hayko se sépare de groupe et commence alors une carrière solo.
La même année sort son album Ancac Etap, qui a connu un énorme succès. Grâce à cet album, il gagne du public et multiplie le nombre de ses fans. Seulement un an plus tard il sort son deuxième album nommé Quansh ce qui lui donne son surnom Mashtoc du rap arménien (Հայ ռեպի Մաշտոց).
C'est dans cet album où il clashe Misho avec des singles Quansh.
Son succès se poursuit par d'autres singles tels que Es hognel em (2010), Professor' (2011) ou Antisystem (2012).
Avec la popularité et la pertinence de ces chansons il est considéré le meilleur rappeur de l'histoire du rap arménien[réf. nécessaire].
L'année 2011 voit aussi la naissance de son premier enfant.
Depuis 2014 il n'a sorti ni clip ni nouvel album.
Par contre il a fait son apparition dans deux films ( Nord-Sud)(Հյուսիս-Հարավ) et (Vie et combat) (Կյանք և կռիվ) réalisés en 2014 et en 2016.
Selon le média arménien[Lequel ?] il est devenu entrepreneur et a monté son restaurant de fast-food à Erevan.